# Podřadnost
Hypotaxe, česky podřadnost, je v jazykovědě syntaktický vztah, kdy je jeden syntaktický prvek závisle napojen na druhý. Gramaticky závislý prvek nemůže stát samostatně bez svého řídícího prvku. Podřadnost se nejčastěji uplatňuje v souvětích, kdy vedlejší věty jsou podřadně napojeny na hlavní větu nebo jinou vedlejší větu. Podřadné spojování větných členů je poměrně málo rozšířené: chutný, i když nedostatečný oběd.
Opakem podřadnosti je souřadnost.